# Nationalstraße 4 (Syrien)
Die Nationalstraße 4 ist eine Landstraße der obersten Kategorie in Syrien.
Sie führt von Aleppo nach Osten bis fast zur Tabqa-Talsperre und verläuft dann rechtsseitig des Euphrat entlang weiter nach Südosten. Sie führt durch Maskanah, südlich von at-Tabqa und südlich von ar-Raqqa vorbei, westlich von Deir ez-Zor und endet südlich von Abu Kamal am Grenzübergang al-Qa'im an der Grenze zwischen dem Irak und Syrien. Vor dort führt die Strecke im Irak über die Landstraße 12 weiter über Haditha und Ramadi nach Bagdad.
- Karte mit allen verlinkten Seiten:
- OSM |
- WikiMap